# 梁偉棠
梁 偉棠（りょう いどう、1963年10月2日 - ）は、中国の囲碁棋士。広東省出身、中国囲棋協会所属、九段。新人王戦優勝、棋王戦挑戦者など。

## 経歴
広州市生まれ。10歳で囲碁を学び、12歳で体育学校、16歳で集中訓練隊入り。1982年に四段認定。1986年にプロ棋士となり、同年全国囲棋個人戦6位、87年に2位。1990年名人戦リーグ入り。1991年、日中スーパー囲碁で3番手として出場。1993年棋王戦挑戦者となり馬暁春に1-3で敗れる。同年新体育杯戦リーグ入り。1994年第1期新人王戦で王磊 (囲碁)を2-0で破って優勝、八段。1995年全国国手招待戦準優勝。1996年友情杯リーグ入り。1999年九段。
中国囲棋甲級リーグでは、1999年から広東三九車僕、深圳喜悦洋参チームで出場。2003年から乙級リーグ深圳棋院チーム監督。棋士ランキングでは1998年3月22位、2004年12月60位。

### タイトル歴
新人王戦 1994年

### その他の棋歴
- 世界囲碁選手権富士通杯 ベスト16 1989年（○フェルナンド・アギラール、×林海峰）
- IBM早碁オープン戦 出場 1989年（×柳時熏）
- 日中囲碁交流
  - 1988年 4-3（2-0 後藤俊午、0-2 小松英樹、×結城聡、○梶和為、○楠光子）
  - 1989年 0-1（×小松英樹）
- 日中スーパー囲碁
  - 1991年 0-1（×片岡聡）
- 全国囲棋個人戦 2位 1987年、6位 1986、89年
- 棋王戦 挑戦者 1993年
- 全国国手招待戦 準優勝 1995年
- 中国囲棋甲級リーグ戦
  - 1999年（広東三九車僕）
  - 2000年（広東三九車僕）
  - 2002年（深圳喜悦洋参）